# Diversibipalium
Diversibipalium és un gènere col·lectiu o "calaix de sastre" de planàries terrestres. S'hi classifiquen totes les espècies de bipalins que no s'han pogut classificar en cap altre gènere per manca d'informació morfològica, habitualment perquè els espècimens eren sexualment immadurs. S'hi assignen les species inquirenda i nomina dubia. El gènere Diversibipalium no conté espècie tipus.
Els Diversibipalium es distribueixen a l'Extrem Orient, a l'Àsia Sud-oriental, i a les illes de l'Indo-Pacífic.

## Taxonomia
Algunes de les espècies conegudes de Diversibipalium són:
- Diversibipalium andrewesi
- Diversibipalium bimaculatum
- Diversibipalium bleekeri
- Diversibipalium boehmigi
- Diversibipalium brauni
- Diversibipalium brunneum
- Diversibipalium cantori
- Diversibipalium catenatum
- Diversibipalium claparedei
- Diversibipalium claviforme
- Diversibipalium delicatum
- Diversibipalium dendrophilum
- Diversibipalium dihangense
- Diversibipalium ellioti
- Diversibipalium engeli
- Diversibipalium expeditionis
- Diversibipalium falcatum
- Diversibipalium fenestratum
- Diversibipalium ferudpoorense
- Diversibipalium flowei
- Diversibipalium fuligineum
- Diversibipalium fulvum
- Diversibipalium fuscocephalum
- Diversibipalium gebai
- Diversibipalium grayi (species inquirenda)
- Diversibipalium maculatum (species inquirenda)
- Diversibipalium multilineatum
- Diversibipalium ruteofulvum
- Diversibipalium trilineatum (species inquirenda)
- Diversibipalium virgatum (species inquirenda)